# Etna (Califórnia)
Etna é uma cidade localizada no estado americano da Califórnia, no condado de Siskiyou. Foi incorporada em 13 de março de 1878.

## Geografia
De acordo com o United States Census Bureau, a cidade tem uma área de 2 km², onde todos os 2 km² estão cobertos por terra.

### Localidades na vizinhança
O diagrama seguinte representa as localidades num raio de 40 km ao redor de Etna.

## Demografia
Segundo o censo nacional de 2010, a sua população é de 737 habitantes e sua densidade populacional é de 374,42 hab/km². É a cidade menos populosa do condado de Siskiyou. Possui 359 residências, que resulta em uma densidade de 182,38 residências/km².